# 西薩王
西薩王(日文：キングシーサー/英文：King Caesar)是哥吉拉系列電影中的虛構怪獸，也是少數被設定為神話怪獸的怪獸角色。首次登場於《哥吉拉對機械哥吉拉》。

## 命名
西薩王的名稱是以シーサー(英文：Shisa)，以沖繩群島地方信仰的石獅守護神為原型，故名為「King Shisa」，而其中文音譯即為西薩王。然而，美國卻將西薩王翻譯成「King Seesar」或「King Seeser」，直到後來東寶高層將西薩王的英譯更為「King Caesar」，而此時Caesar跟Shisa已經兩種不一樣的意思。

## 概述
在《哥吉拉對機械哥吉拉》中，西薩王是古琉球安豆位王族的守護神，並且沉睡在沖繩國頭郡恩納村的萬座毛內。在國頭那美唱出「美童の祈り」一曲後甦醒，並與正在破壞沖繩的機械哥吉拉展開戰鬥。在後來哥吉拉的趕來、支援下，他們合力的擊敗了機械哥吉拉。而在《哥吉拉 最後戰役》中，他被X星人控制，破壞了沖繩，並且隨後在富士山山腳下，跟安基拉斯、拉頓一同攻擊哥吉拉。最終這三隻怪獸都被哥吉拉擊敗，但沒有被趕盡殺絕，而是在哥吉拉不打算殺死他們的狀況下逃過死劫。

## 登場電影
1. 《哥吉拉對機械哥吉拉》
2. 《哥吉拉 最後戰役》

## 外部連結
- 西薩王 哥吉拉維基